# Giorgio Demetrio Gallaro
Giorgio Demetrio Gallaro, né le 16 janvier 1948 à Pozzallo, dans la province de Raguse, en Sicile, est, depuis février 2020, secrétaire de la congrégation pour les Églises orientales après avoir été, pendant près de cinq ans, l'évêque de l'éparchie de Piana degli Albanesi, un diocèse de l'Église grecque-catholique italo-albanaise,.

## Biographie
Né à Pozzallo le 16 janvier 1948, Giorgio Demetrio Gallaro poursuit ses études au petit séminaire de Noto. En 1968, il émigre à Los Angeles où il est ordonné diacre en 1971 et prêtre le 27 mai 1972. Il exerce son ministère comme curé dans plusieurs paroisses de rite oriental aux États-Unis. En 1987, il est incardiné à l'éparchie de Newton des Melkites.
Le 31 mars 2015, le pape François le nomme éparque de l'éparchie de Piana degli Albanesi, située en Sicile et qui constitue l'un des trois diocèses de l'Église grecque-catholique italo-albanaise. Il reçoit la consécration épiscopale le 28 juin suivant des mains de Mgr Donato Oliverio, éparque de Lungro, assisté de l'éparque Dimitrios Salachas et de l'évêque Nicholas James Samra (en).
Le 25 février 2020, François l'appelle à la Curie romaine comme secrétaire de la Congrégation pour les Églises orientales